# حلزون خاکی
حلزون خاکی یا حلزون خشکی یا حلزون زمینی واژهٔ دیگری برای توصیف حلزون‌هایی است که بر روی زمین، داخل یا خارج از آب یا هر محیط دیگری با رطوبت بسیار بالا زندگی می‌کنند. اکثر این موجودات شش و آب شش دارند. تمام حلزون های خشکی به دلیل نداشتن لایه محافظ برای جلوگیری از تبخیر رطوبت بدن نیاز به آب و رطوبت بالا دارند، به همین دلیل بیشتر در شب و روز های بارندگی فعالیت دارند. حلزون از خانوادهٔ نرمتنان است. نرمتنان شاخه‌ای از جانوران بی مهرگان هستند که شامل ۵ رده آمفی‌نورا، شکم‌پایان، ناوپایان، دوکفه‌ایها و سرپایان هستند. حلزونها جزء رده شکم پایان می‌باشند. در کل حلزونها، دریازی، ساکن آب شیرین یا خشکی‌اند. توده احشایی اصولاً پیچ خورده است و درجه تابیدگی آن یکسان نیست. معمولاً صدف دارند. در سر چشم و یک یا دو جفت شاخک وجود دارد و ۳۵۰۰۰ گونه دارند. حلزون ها از گیاهان و خاک تغذیه می کنند.

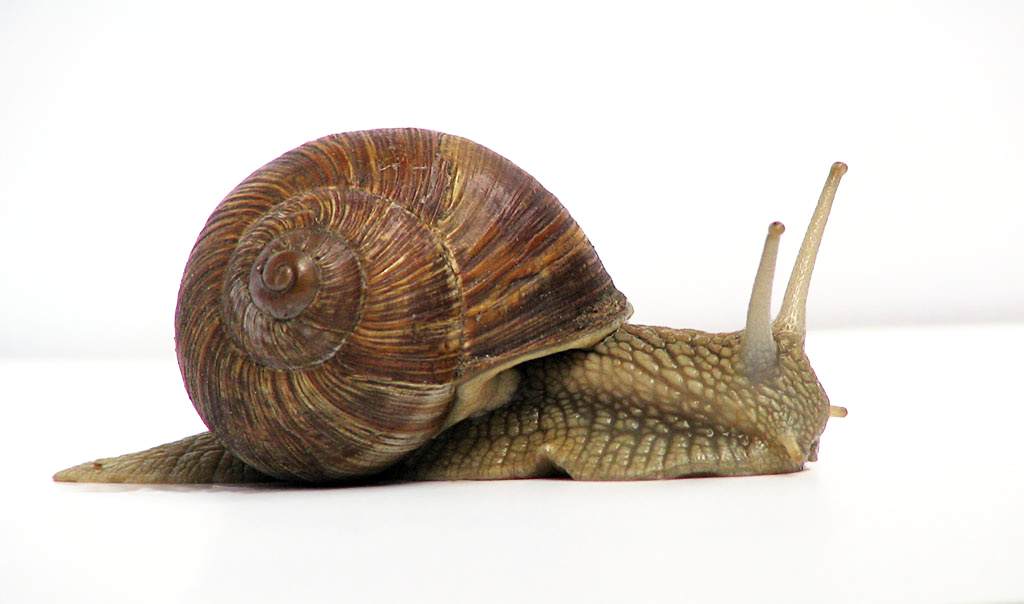
هلیکس پوماتیا حلزون هوازی که بر روی زمین زندگی می‌کند.

ساختار بدن یک حلزون عادی

وبرخی میگویند که حلزون ها انگل دارند که موجب بیماری انسانی میشود.

## ساختار بدن حلزون
بدن شامل قسمت‌های گوناگونی است، سر که دارای یک جفت بازوی حسی است، یک پای شکمی و پهن عضلانی که نوعی عمل خزیدن را انجام می‌دهد و یک توده احشایی پشتی و گنبد مانند که بیشتر اندامهای داخلی در آن جای داشته‌اند. مرحله لاروی حلزون ولیگر نام دارد که مجهز به یک کمربند مژکی ظریف است و آن را به عنوان عضو شنا بکار می‌برد. قسمت پشتی ولیگر بعداً کاملاً بزرگ می‌شود و توده احشایی در حال رشد به سمت پشت برآمدگی می‌بابد. اما این رشد رو به بالا در طرف راست و چپ به‌طور یکسان صورت نمی‌گیرد و نتیجه آن پیچ‌خوردگی توده احشایی و صدفی است که روی این توده را می‌گیرد.

## رشد
رشد رو به بالا همچنین سبب می‌شود که لوله گوارشی به شکل U درآید و مخرج کاملاً به دهان نزدیک شود. مجموعه توده احشایی ولیگر نسبت به بقیه بدن معمولاً معادل ۱۸۰ درجه در خلاف جهت حرکت عقربه‌های ساعت می‌چرخد. در نتیجه فضای جبه در جلو و در بالای سر قرار می‌گیرد، آبششها جلویی می‌شوند، مخرج سوراخهای دفعی و تناسلی همه همگی در جلو قرار می‌گیرند و به فضای جبه باز می‌شوند. لوله گوارشی از شکل U به صورت یک قطعه درمی‌آید و قلب می‌چرخد.
تحول به صورت تابیدگی بدون تردید نوعی سازگاری با روش زندگی در حال بلوغ است. حلزونها با عقب کشاندن بدن به درون صدف از خود محافظت می‌کنند و چون صدف یک دهانه بیشتر ندارد، باز شدن دهان و مخرج در یک جا نوعی مزیت محسوب شده و دهان نزدیکتر به زمین خواهد بود. در عین حال با این پیچیدگی قسمت‌های سنگین بدن از سر راه دور شده، در روی قسمت عقبی بدن واقع می‌شوند. در نتیجه مرکز ثقل طوری جابجا می‌شود که حرکت شکم پای صدف‌دار آسانتر شود.

## محل و شرایط زندگی
در بعضی شکم پایان به ویژه لیسه‌های خشکی و دریازی، صدف کوچک شده یا از بین رفته‌است. رشد در این موارد شامل بازشدگی است که در نتیجه توده احشایی تا حدودی یا به‌طور کامل به جایگاه نوزادی خود برمی‌گردد. لیسه‌های ساکن خشکی برای جلوگیری از خشک شدن باید در نقاط مرطوب بسر برند. این جانوران معمولاً شبها از جایگاه خود خارج می‌شوند و از سبزیها تغذیه می‌کنند. لیسه‌ها خسارات زیادی به باغها وارد می‌آورند. فضای جبه همه حلزونهای ساکن خشکی از محفظه آبششی به محفظه ششی تغییر یافته‌است و این حلزونها از هوا تنفس می‌کنند. پاره‌ای از این جانواران، سازگاری مجدد با محیط آب یافته‌اند اما هنوز هم با شش تنفس می‌کنند و برای گرفتن هوا باید گاهگاهی به سطح آب بیایند.